# José Alves Neto
José Alves dos Santos Neto (Itapetininga, 16 marzo 1971) è un allenatore di pallacanestro brasiliano.

## Carriera
Ha guidato il Brasile a due edizioni dei Campionati americani (2019, 2021).